# 김태경 (2001년)
김태경(2001년 4월 7일 ~ )은 KBO 리그 NC다이노스의 투수이다.

## NC 다이노스시절
2020년에 입단했다. 2020년 10월 31일 KIA 타이거즈전에서 구원 등판하며 데뷔 첫 경기를 치렀고, 경기에서 1이닝 무실점을 기록했다.

### 2021년시즌
시즌 7경기에 등판해 4점대 평균자책점, 15이닝 9볼넷, 10탈삼진을 기록했다.

### 2022년시즌
4월 6일에 1군에 합류했다. 4월 6경기에 등판해 10이닝 4볼넷, 8탈삼진을 기록했다. 8월 7일 롯데 자이언츠와의 경기에서 5이닝 1피안타, 1탈삼진, 1볼넷, 무실점으로 데뷔 첫 승을 기록했다. 9월 24일 KIA 타이거즈와의 경기에 선발 등판해 3.1이닝 5피안타, 3볼넷, 2탈삼진, 3실점으로 조기 강판되며 시즌 첫 패를 기록했다.
시즌 16경기에 등판해 3점대 평균자책점, 44.1이닝 3승 2패, 1홀드, 31탈삼진을 기록했다. 전반기에는 불펜 투수로 활약했으나, 후반기에는 대체 선발 투수로 등판해 6경기에서 3승 2패를 기록했다.

## 상무 야구단시절
2023년에 입단하였다.

## NC다이노스복귀
2024년에 복귀하였다

## 출신 학교
- 김해삼성초등학교
- 경남 내동중학교
- 마산용마고등학교

## 통산 기록
| 연도 | 팀명  | 평균자책점 | 경기 | 완투 | 완봉 | 승 | 패 | 세 | 홀 | 승률  | 타자 | 이닝 | 피안타 | 피홈런 | 볼넷 | 사구 | 탈삼진 | 실점 | 자책점 |
| ---- | ----- | ---------- | ---- | ---- | ---- | -- | -- | -- | -- | ----- | ---- | ---- | ------ | ------ | ---- | ---- | ------ | ---- | ------ |
| 2020 | NC    | 0.00       | 1    | 0    | 0    | 0  | 0  | 0  | 0  | -     | 5    | 1    | 0      | 0      | 1    | 0    | 1      | 0    | 0      |
| 2021 | NC    | 4.80       | 7    | 0    | 0    | 0  | 0  | 0  | 0  | -     | 63   | 15   | 11     | 1      | 9    | 1    | 10     | 8    | 8      |
| 2022 | NC    | 3.25       | 16   | 0    | 0    | 3  | 2  | 0  | 1  | 0.600 | 194  | 44⅓  | 36     | 4      | 21   | 5    | 31     | 16   | 16     |
| 통산 | 3시즌 | 3.58       | 24   | 0    | 0    | 3  | 2  | 0  | 1  | 0.600 | 262  | 60⅓  | 47     | 5      | 31   | 6    | 42     | 24   | 24     |